# Сольпуга звичайна
Сольпуга звичайна (Galeodes araneoides) — вид павукоподібних.

## Морфологічні ознаки
Тіло видовжене, завдовжки до 60 мм. Довгих кінцівок — 5 пар. Очей — 1 пара.

## Поширення
Кавказ, Південне Надволжя (Астраханська і Волгоградська області Росії), Північний Іран, в Україні — Крим.

## Особливості біології
Мешкає на сухих степових схилах з виходами скельних порід.

## Загрози та охорона
Загрози: знищення природних степових ділянок.